# Circocephalus indica
Circocephalus indica är en insektsart som beskrevs av Bhowmik och Halder 1982. Circocephalus indica ingår i släktet Circocephalus och familjen gräshoppor. Inga underarter finns listade i Catalogue of Life.